# Kim Jun-man
Kim Jun-man (korejsky 김윤만, anglický přepis: Kim Yoon-man; * 25. února 1973 Kjonggi) je bývalý jihokorejský rychlobruslař.
Ve Světovém poháru startoval poprvé v roce 1989, v téže sezóně se také objevil na Mistrovství světa juniorů (20. místo) a na Asijských zimních hrách. O rok později debutoval na seniorském sprinterském světovém šampionátu, kde se umístil na 20. příčce. Zúčastnil se Zimních olympijských her 1992, na kterých získal stříbrnou medaili v závodě na 1000 m; kromě toho byl na poloviční trati desátý. Na Mistrovství světa ve sprintu 1994 skončil osmý, téhož roku startoval také na zimní olympiádě, kde se umístil v obou absolvovaných závodech ve druhé desítce: 500 m – 14. místo, 1000 m – 18. místo. Druhého velkého úspěchu se dočkal v následující sezóně, když vyhrál světový sprinterský šampionát. Svoji sportovní kariéru zakončil účastí na ZOH 1998, kde byl na pětistovce sedmý a na kilometru dvacátý.